# Un lugar en el mundo
Un lugar en el mundo és una pel·lícula argentina dramàtica de 1992 dirigida per Adolfo Aristarain i protagonitzada per Federico Luppi, José Sacristán, Cecilia Roth i Leonor Benedetto.

## Argument
La pel·lícula comença amb la tornada d'Ernesto al poble on va passar alguns anys de la seva infància, Santa Rosa del Conlara, Província de San Luis, a l'Argentina. El relat en veu en off del jove ens porta a un moment específic de la seva infantesa, iniciant la història pròpiament dita amb un flaix back que durarà gairebé tota la pel·lícula.
L'afició d'Ernesto, d'11 anys, era muntar a cavall i fer carreres amb el tren. També ajudava el seu pare a fer classes en una escola improvisada en un saló de la seva casa. Mario, pare d'Ernesto, es dedicava també a l'ofici de comerciant de llana, dins d'una cooperativa que ell mateix havia creat cap a tres anys per a millorar les condicions econòmiques dels pagesos. La seva mare, Ana, era la metgessa a càrrec de la saleta del poble.
Ernesto coneix un geòleg espanyol, Hans, que ve, segons el que diu, contractat per Andrada, l'intendent del poble, un personatge sinistre i fosc, per a buscar petroli en les seves terres. Més tard ens assabentarem que en realitat ve manat per una multinacional amb l'objectiu de muntar una resclosa hidroèlectrica, però tenia signat un pacte de confidencialitat. L'interès ocult d'Andrada era comprar-li les terres als pagesos a valors inferiors als que després els les compraria l'estat per a la construcció de la resclosa.
Hans coneix a la família, i passa bastant estona amb ells. Comparteixen les seves històries de vida i arriben a formar una gran amistat. Dona algunes classes de geologia al col·legi de Mario i també li ensenya coses a Ernesto que demostra un gran interès per les pedres.
Ernesto està enamorat de Luciana, una noia del poble, a qui vol ensenyar a llegir, però tot es complica ja que el pare d'ella li ho prohibeix per la qual cosa Ernesto ha de fer-ho d'amagat. El pare els descobreix i amenaça Ernesto perquè no s'acosti a ella mai més.
Quan els membres de la cooperativa, espantats per les amenaces d'Andrada i ansiosos de rebre alguns diners, decideixen vendre la llana a un menor preu del que podrien aconseguir si esperessin tots units, Mario s'adona que ha de prendre alguna mesura ja que considera que en notar algunes millors condicions en la seva qualitat de vida els pagesos han baixat els braços i optat per la comoditat. De matinada va amb una torxa i cala foc el ranxo on està guardada tota la llana per a encoratjar-los a continuar lluitant per millors condicions.
Mario comunica al seu fill que ell i la seva mare viatjaran a Buenos Aires perquè ell pugui començar els estudis secundaris allí. Ell es quedarà perquè sent que no pot abandonar aquest poble.
Arriba la multinacional a començar l'obra de la resclosa. Hans torna a Espanya. Ana decideix que es quedaran un altre any més tots junts veient com resoldre la situació.
La pel·lícula acaba amb una tornada al present en el qual Ernesto està davant la tomba del seu pare, qui, aparentment va morir poc temps després del moment en què transcorre la història, víctima d'una aturada cardíaca. Li parla al seu pare i li conta que encara no ha trobat el seu lloc en el món però que encara té molt temps per a això.

## Polèmica dels Premis Óscar
Es va convertir en la segona pel·lícula en la història dels Óscar a ser nominada per a un Óscar i després retirada de la votació. El director Adolfo Aristarain tenia l'esperança que la pel·lícula fos triada com la representant de l'Argentina per a competir pel premi a la Millor Pel·lícula en Llengua Estrangera. En el seu lloc va ser seleccionada El lado oscuro del corazón, d' Eliseo Subiela (degut en part a conflictes entre Aristarain i els tècnics que va contractar), malgrat ser un èxit de públic a l'Argentina i Espanya, i premiada a Sant Sebastià amb la Conquilla d'Or.
Davant aquestes circumstàncies Aristarain va pensar en una segona opció: recórrer a la comissió de cinema uruguaiana i oferir-la com a entrada oficial de l'Uruguai basat en el fet que la seva esposa, oriünda del país oriental, havia estat dissenyadora de vestuari de la pel·lícula i coautora del guió. Presentar la cinta com una coproducció significava aprofitar el lax de la regla de l'Acadèmia que assenyala que el treball ha de ser dirigit, escrit i produït amb la gent del país de presentació de la pel·lícula.
Eventualment, Un lugar en el mundo va aconseguir ser seleccionada com una de les cinc nominades al premi a Millor Pel·lícula en Llengua Estrangera. Aviat un periodista mexicà establert a Hollywood “va alertar” a l'Acadèmia de Hollywood de la irregularitat (curiosament, Mèxic no havia aconseguit entrar en el quintet). El consell d'executius de l'Acadèmia, en assabentar-se que la pel·lícula estava en violació a la regla després que les candidatures havien sortit, va decidir treure-la de la boleta oficial. Aristarain va considerar que l'Acadèmia estava fos de sintonia i després de no poder convèncer-los que canviessin d'opinió, va tractar de demandar-la per raons de "incompliment de contracte". No obstant això, el judici li va ser advers; la sentència va expressar que l'Acadèmia "té la capacitat completa, sense traves a basar els premis en el que vulgui". Posteriorment, l'Acadèmia, en un esforç per evitar que es repetís, va modificar les seves normes oficials per a fer el procés de presentació més objectiu.

## Premis
Va obtenir nombrosos premis, destacant la Conquilla d'Or en el Festival Internacional de Cinema de Sant Sebastià i el Premi Goya a la millor pel·lícula estrangera de parla hispana.
- Premis 1992: Nominada a l'Oscar: Millor pel·lícula de parla no anglesa.
- Goya: Millor pel·lícula estrangera de parla hispana 1992.
- 2 premis al Festival de Sant Sebastià, Conquilla d'Or.

- Premis Còndor de Plata, Associació de Cronistes Cinematogràfics de l'Argentina 1993
  - Millor Film, Millor Director (ex aequo Eliseo Subiela),
  - Millor Actor (Federico Luppi),
  - Millor Actriu (Cecilia Roth),
  - Millor Actor de Repartiment (José Sacristán),
  - Revelació Masculina (Gastón Batyi),
  - Millor Guió Original (Adolfo Aristarain, Kathy Saavedra, Alberto Lecchi),
  - Millor Música (Emilio Kauderer).
- Esment Especial del Jurat, Premi.

Festival Internacional de Cinema de Friburg. Suïssa, 1993.
- Premi Kikito al Millor Film, Premi de la Crítica.

Festival de Cinema de Gramado Llatí i Brasiler. Brasil 1993.